# 赤澤計眞
赤澤 計眞（あかざわ かずま、1934年5月5日 - 2012年5月14日）は、日本の歴史学者。専門はイギリス中世史。

## 来歴
新潟県十日町（現十日町市）に生まれる。実家は「的新」という老舗の仕出屋であった。1938年1月1日に発生した十日町映画館崩壊事故で九死に一生を得た。十日町高校から東京大学文学部へ進学し、1961年には西洋史学科を卒業、さらに1963年には同言語学科を卒業し大学院へ進んだ。西洋中世史を堀米庸三に学びながら、経済史の演習にも参加し、大塚久雄・松田智雄・岡田与好らに信頼されていた。
1972年4月、学生紛争の余波の残る新潟大学に着任し、人文学部史学科西洋史専攻の助教授となった。翌月に同学部は新潟市西大畑町から五十嵐二の町へ移転している。1977年に同教授となり、1991年から2000年まで新潟史学会の会長も務めた。2000年3月には新潟大学を退職し、新潟史学会顧問となった。2012年、新潟市中央区の病院で死去した。
専門は西洋史であるが、博覧強記で知られた。『新潟県史』『見附市史』『巻町史』の調査・執筆にも参加し、郷里の『十日町市史』では編さん委員を務めた。

## 人物
新潟大学退職の半年後、赤澤と同時期に新潟大学に着任した古厩忠夫をはじめとする同僚・友人・門下生らが、赤澤に関する様々なエピソードを『外伝 赤澤計眞』という文集（私家版）にまとめている。そこに紹介されている主なエピソード（複数の人が回想している）は以下のとおり。
- 外出する時はリュックサックを背負い、風呂敷包みや紙袋、コウモリ傘を両手いっぱいに持っていた。その格好でスキー場へも赴いた。「カズマ・ルック」（近江吉明）とも呼ばれた。
- 「東大三奇人」の一人。休学も含めて19年間、東京大学に在籍していた。
- 東大紛争華やかなりし頃、学内を徘徊していたら「警察のスパイ」と間違えられた。その一方で、警察官の職務質問を何度も受けた。
- 8か国語をマスターしていた。ギリシャ語やラテン語の授業も担当し、ラテン語に関する論文も書いている。
- 西洋中世史が専門であるが、ヨーロッパへ行ったことがない。
- 古町で酩酊して自動車にはねられ、救急車で病院で搬送されたが、途中で気が付いて救急車から逃げ出した。
- スキー好き。骨折して片足にギブスを付けたまま、一枚のスキー板でゲレンデを滑り降りたこともある。
- 講義や演習には平気で遅刻した。本人は「大学の15分（Akademisches Viertel）」と語っていた。
- 「サマーセミナー荒らし」（古厩忠夫）。西洋中世史だけでなく、現代史のサマーセミナーなどにも参加し、よく居眠りをしていた。荒井信一は「江口さん（江口朴郎）のいう一種のユニバーサル・ヒストリアンとしてのスタンスを何の気負いもなく自然に貫くことのできる達人」と評した[4]。
- 本当に面倒見のいい人だった。

## 著書
- 『イギリス中世社会構造論』 青木書店 1975年
- 『資本蓄積様式の歴史的展開 : 西洋経済史研究』 技興社 1976年
- 『土地所有の歴史的形態 : イギリス経済史研究』 青木書店 1977年
- 『越後信濃地域史の構造と伝承』 第一書店 1979年
- 『イギリス中世国家史研究』 多賀出版 1988年
- 『イギリス封建国家論』 多賀出版 1992年
- 『君主制国家論の歴史的系譜』 近代文芸社 1992年
- 『イギリス中世社会崩壊過程の研究』 多賀出版 1993年
- 『越後織物史の研究』（環日本海歴史民俗学叢書4） 高志書院 1998年
- 『ヨーロッパ国家史研究』 多賀出版 1999年
- 『越後上杉氏の研究』（環日本海歴史民俗学叢書6） 高志書院 1999年
- 『越後新田氏の研究』（環日本海歴史民俗学叢書8） 高志書院 2000年